# Regne d'Osraige

Irlanda c. 900. El Regne d'Osraige es trobava entre els regnes més extensos de Munster i Leinster, i corresponia a la zona de l'actual Comtat de Kilkenny

El Regne d'Osraige fou un regne independent d'Irlanda entre els de Leinster i Munster, durant els segles I i IX. Fou aliat durant segles del Corcu Loígde, o Dáirine, de Munster.
Els Osraige, un poble emparentat amb els Ulaid, poblaren el Comtat de Kilkenny i zones del veí Comtat de Laois.

## Reis
Un dels reis més famosos d'Osraige fou Cerball mac Dúnlainge, mort al 888, i fou avantpassat dels FitzPatrick, cognom que s'hi introdueix amb l'arribada dels normands. Cerball s'alià amb els invasors vikings i, per les seues filles, seria l'ancestre d'algunes famílies importants d'Islàndia.
La família Mac Giolla Phádraig, o FitzPatrick, hi regnà fins a la seua submissió davant Enric VIII d'Anglaterra al 1537. I tres anys més tard, al 1541, a canvi d'haver promés abolir tot record del papa i d'assegurar-se que només es parlés l'anglés al regne, Brían Óg Mac Giolla Phádraig fou nomenat Baron Upper Ossory.